# ملکه ساز
ملکه ساز (انگلیسی: Queenmaker; کره‌ای: 퀸메이커) یک مجموعه اینترنتی کره جنوبی سال ۲۰۲۳ به کارگردانی اوه جین سوک و با بازی کیم هی ئه، مون سو ری و ریو سو یونگ است. این مجموعه در ۱۴ آوریل ۲۰۲۳ در نتفلیکس منتشر شد.